# Fiesta del vino del Ulla

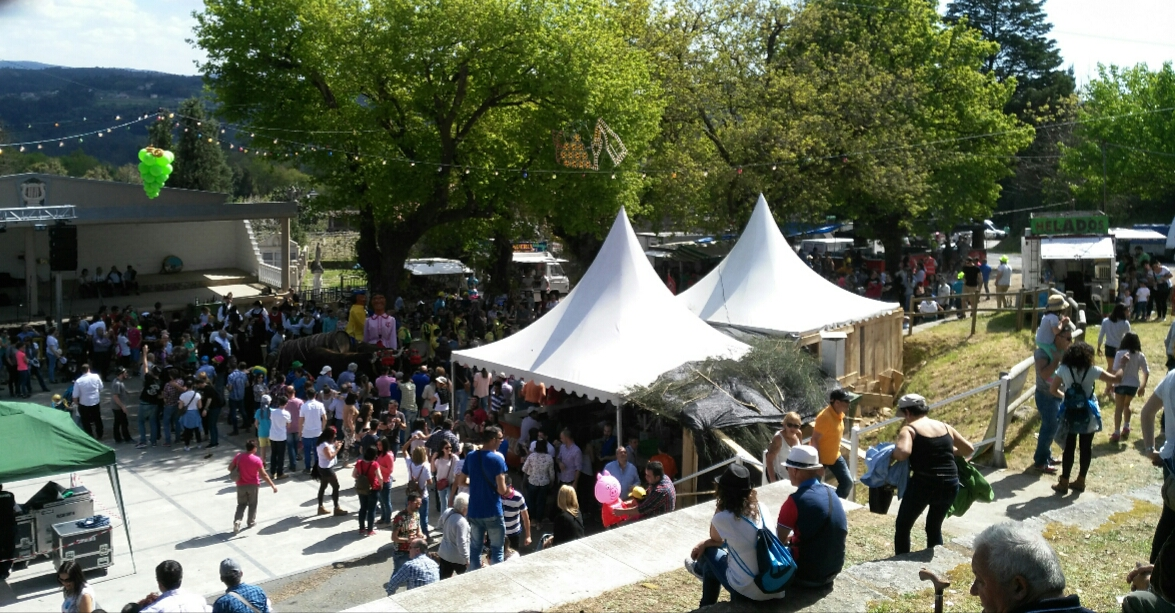

La fiesta del vino del Ulla (Festa do viño da Ulla en gallego) es una fiesta gastronómica que se celebra todos los años el segundo domingo de abril en la localidad de San Miguel de Sarandón, en el ayuntamiento de Vedra, provincia de La Coruña (España).
La fiesta lleva organizándose desde el año 1980; solo interrumpida en 2020 y 2021 debido a la pandemia de COVID-19; y llevada a cabo por una comisión sin ánimo de lucro, formada por los vecinos de la zona.

## La fiesta

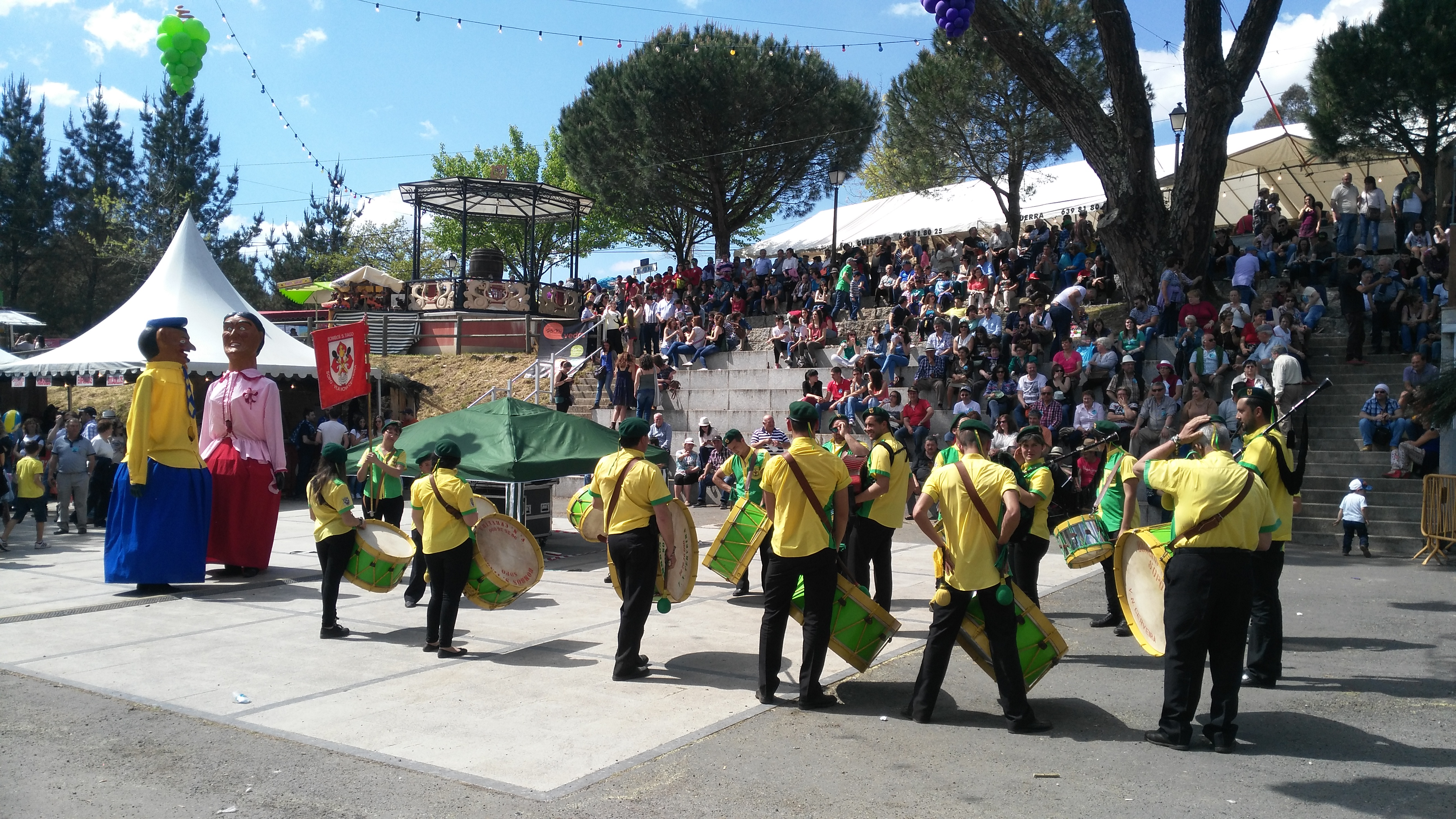

Cada año, el campo de la fiesta se llena de gente desde la mañana que empieza con una misa, saludo del alcalde y pregón llevado a cabo por una personalidad.
Durante el resto de la jornada hasta la entrada de la noche se consume mucho vino, se come y se disfruta de la música diferentes grupos folk, bandas, charangas, etc. Además se realizan sorteos, premios y se puede beber vino gratis situado en unas botas gigantes colgadas en unos árboles, que son atractivo y símbolo de la fiesta.

## Origen y objetivos
Dicha fiesta busca la exaltación de los vinos de la zona del valle del Ulla y promover la demarcación de dichos vinos en la Denominación de Origen Rías Bajas, una de las principales variedades con denominación de origen de Galicia, objetivo que se cumplió en el año 2000. Desde hace unos años y de manera paralela se organiza una pequeña muestra de la industria, agricultura, artesanía y turismo del Ayuntamiento de Vedra, que se puede visitar durante todo el día. Otra de las actividades que re realizan con motivo de la fiesta son las jornadas gastronómicas que se realizan días antes, contando con profesionales del sector del vino.
En 2017 el ayuntamiento de Vedra presentó una solicitud para que esta fiesta fuese declarada Bien de Interés Turístico de Galicia.